# 过氧化钙
过氧化钙，又名二氧化钙，食品添加剂E编号为E930，是一种化合物，化学式CaO2。本身无毒，常温下白色或淡黄色，干燥条件下稳定，极微溶于水，但遇水分解生成氧气。

## 性质
常温下，过氧化钙为白色无气味结晶性粉末，几乎无味道，属斜方晶系结构，空间群为Pna21。极微溶于水；不溶于乙醇、乙醚和丙酮；过氧化钙为强氧化剂，遇水或露置于湿空气中时能分解为熟石灰和过氧化氢并进一步放出氧气。其与稀酸反应也能生成过氧化氢。
{\displaystyle {\rm {\ CaO_{2}+2H_{2}O\rightarrow Ca(OH)_{2}+H_{2}O_{2}}}}
{\displaystyle {\rm {\ 2H_{2}O_{2}\rightarrow 2H_{2}O+O_{2}\uparrow }}}
其八水合物热至130℃时失去结晶水，加热至300℃时逐步分解为氧化钙。
{\displaystyle {\rm {\ 2CaO_{2}\rightarrow 2CaO+O_{2}}}}
过氧化钙具有刺激性，长期接触将腐蚀皮肤、眼部和咽喉，且可能刺激肺脏导致咳嗽和肺水肿，严重时可能导致死亡。

## 工业制备
1. 由氯化钙固体、过氧化氢与氨水进行反应，冷却至0～5℃静置，抽滤，可得八水合过氧化钙结晶。再于150～200℃脱水干燥，得到过氧化钙成品[6]。
{\displaystyle {\rm {\ CaCl_{2}+H_{2}O_{2}+2NH_{3}+8H_{2}O\rightarrow CaO_{2}\cdot 8H_{2}O+2NH_{4}Cl}}}
{\displaystyle {\rm {\ CaO_{2}\cdot 8H_{2}O\rightarrow CaO_{2}+8H_{2}O}}}
2. 将氢氧化钙、氯化铵与水混合液冷却至0～5℃，在搅拌下加入过氧化氢进行反应，保持温度在0～5℃。反应后，经固液分离得八水过氧化钙结晶。再经脱水干燥，得过氧化钙成品[4]。
{\displaystyle {\rm {\ Ca(OH)_{2}+H_{2}O_{2}+6H_{2}O\rightarrow CaO_{2}\cdot 8H_{2}O}}}
{\displaystyle {\rm {\ CaO_{2}\cdot 8H_{2}O\rightarrow CaO_{2}+8H_{2}O}}}
3. 将氢氧化钠加入电解装置，通入空气和水。在碱性条件下，空气中的氧和水在特制的阴极上直接还原得过氧化氢，然后加入氢氧化钙进行反应制得产品过氧化钙[6]。
{\displaystyle {\rm {\ O_{2}+2H_{2}O\rightarrow 2H_{2}O_{2}}}}
{\displaystyle {\rm {\ Ca(OH)_{2}+H_{2}O_{2}+6H_{2}O\rightarrow CaO_{2}\cdot 8H_{2}O}}}
{\displaystyle {\rm {\ CaO_{2}\cdot 8H_{2}O\rightarrow CaO_{2}+8H_{2}O}}}

## 用途
过氧化钙本身不污染环境，用作杀菌剂、消毒除臭剂、防腐剂、发酵剂、漂白剂、解酸剂、废水处理剂、制氧剂，以及食品、化妆品、涂料和牙粉的添加剂等。
过氧化钙还可以用于面粉改良与漂白，惟于2011年3月1日，中华人民共和国卫生部、工业和信息化部联合发布公告，因面粉生产工艺不再需要过氧化钙漂白，故自当年5月1日起禁止生产和添加作为食品添加剂用途的过氧化钙。